# Astia hariola
Astia hariola är en spindelart som beskrevs av Koch L. 1879. Astia hariola ingår i släktet Astia och familjen hoppspindlar. Inga underarter finns listade.